# Barbonne-Fayel
Barbonne-Fayel è un comune francese di 500 abitanti situato nel dipartimento della Marna, nella regione del Grand Est.

## Società

### Evoluzione demografica
Abitanti censiti